# Mikhaïl Txatxba
Mikhaïl Txatxba   (Norilsk, 1930 - 1967) fou un saltador soviètic que va competir durant la dècada de 1950.
El 1952 va prendre part en els Jocs Olímpics d'Estiu de Hèlsinki, on fou dissetè en la prova del salt de palanca de 10 metres del programa de salts. Quatre anys més tard, als Jocs de Melbourne, fou vuitè en mateixa prova.
En el seu palmarès destaquen dues medalles de plata en el salt de palanca de 10 metres al Campionat d'Europa de natació de 1954 i 1958 i dos campionats nacionals de palanca (1953 i 1958).